# Xã Fayette, Quận Juniata, Pennsylvania
Xã Fayette (tiếng Anh: Fayette Township) là một xã thuộc quận Juniata, tiểu bang Pennsylvania, Hoa Kỳ. Năm 2010, dân số của xã này là 3.478 người.